# Tijdschrift voor Entomologie
Tijdschrift voor Entomologie – holenderskie, recenzowane czasopismo naukowe publikujące w zakresie entomologii.
Czasopismo to wydawane jest przez Brill Academic Publishers dla Nederlandse Entomologische Vereniging. Ukazuje się od 1857 roku. Wychodzi dwa razy do roku. Publikuje artykuły dotyczące systematyki i biologii ewolucyjnej owadów, pajęczaków, wijów i innych stawonogów. Do 2007 roku owadom poświęcono 2107 artykułów, pajęczakom 133, wijom 10, skoczogonkom 7, kikutnicom 3, a skorupiakom 2 artykuły. Początkowo większość artykułów publikowana była w języku nideralndzkim, później zwiększył się znacznie udział niemieckiego, a od okolic setnego tomu dominującym językiem publikacji jest angielski.
Jako pierwszy funkcję redaktora naczelnego pełnił Samuel Constantinus Snellen van Vollenhoven. W 1880 zmienił go Frederik Maurits van der Wulp. Od 1894 do 1906 naczelnym był Antonius Franciscus Adolphus Leesberg, od 1906 do 1940 Johannes Cornelis Hendrik de Meijere, od 1940 do 1952 Johannes Bastiaan Corporaal, od 1952 do 1974 Aleksiej Diakonow, od 1975 do 1987 Peter van Helsdingen, a od 1988 do 1997 Jan van Tol. Od 1987 funkcję tę pełni Erik van Nieukerken.
W 2017 roku jego wskaźnik cytowań według Scimago Journal & Country Rank wyniósł 0,331 co dawało mu 87. miejsce wśród czasopism poświęconych naukom o owadach.